# Кезьмино (Московская область)
Кезьмино — деревня в Одинцовском районе Московской области, в составе сельского поселения Ершовское. Население — 1 человек на 2006 год, в деревне числится 1 садовое товарищество. До 2006 года Кезьмино входило в состав Ершовского сельского округа.
Деревня расположена на северо-западе района, в 8 километрах на север от Звенигорода, у истока реки Беляна, высота центра над уровнем моря 190 м.
Впервые в исторических документах деревня встречается в писцовой книге 1558 года, как село Кузьмино (действовала церковь Косьмы и Дамиана) в вотчине Звенигородского Воздвиженского монастыря. В Смутное время село пришло запустение и писцовая книга 1624 года упоминает лишь пустошь. По Экономическим примечаниям 1800 года в деревня Кезьмина, состоявшей в ведомстве дворцовой конюшенной канцелярии, было 10 дворов и 45 мужчин и 44 женщины. На 1852 год в казённой деревне Андриянково числилось 23 двора, 64 души мужского пола и 85 — женского. По Всесоюзной переписи 17 декабря 1926 года числилось 37 хозяйств и 184 жителя, по переписи 1989 года — 3 хозяйства и 2 жителя.